# 1785
1785 (MDCCLXXXV) var ett normalår som började en lördag i den gregorianska kalendern och ett normalår som började en onsdag i den julianska kalendern.

## Händelser

### Mars
- 7 mars – Fregatten Sprengtporten kommer fram till Saint-Barthélemy och svenskarna tar ön i besittning.

### Maj
- 4 maj – Stora och Lilla barnhusen i Stockholm slås ihop under namnet Allmänna Barnhuset.[1]

### Oktober

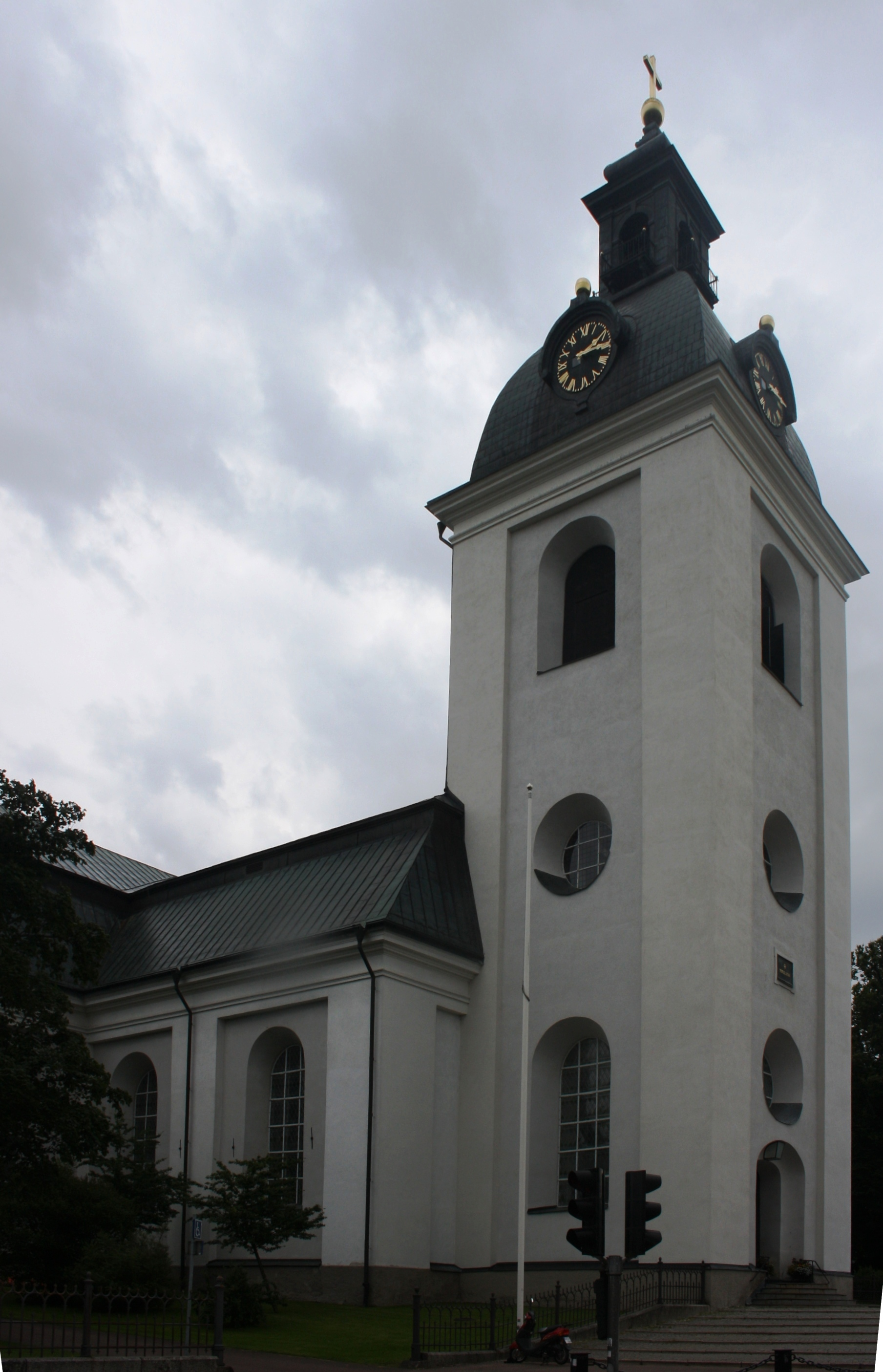
Filipstads nya kyrka.

- 23 oktober – Filipstads nya kyrka invigs.

### November

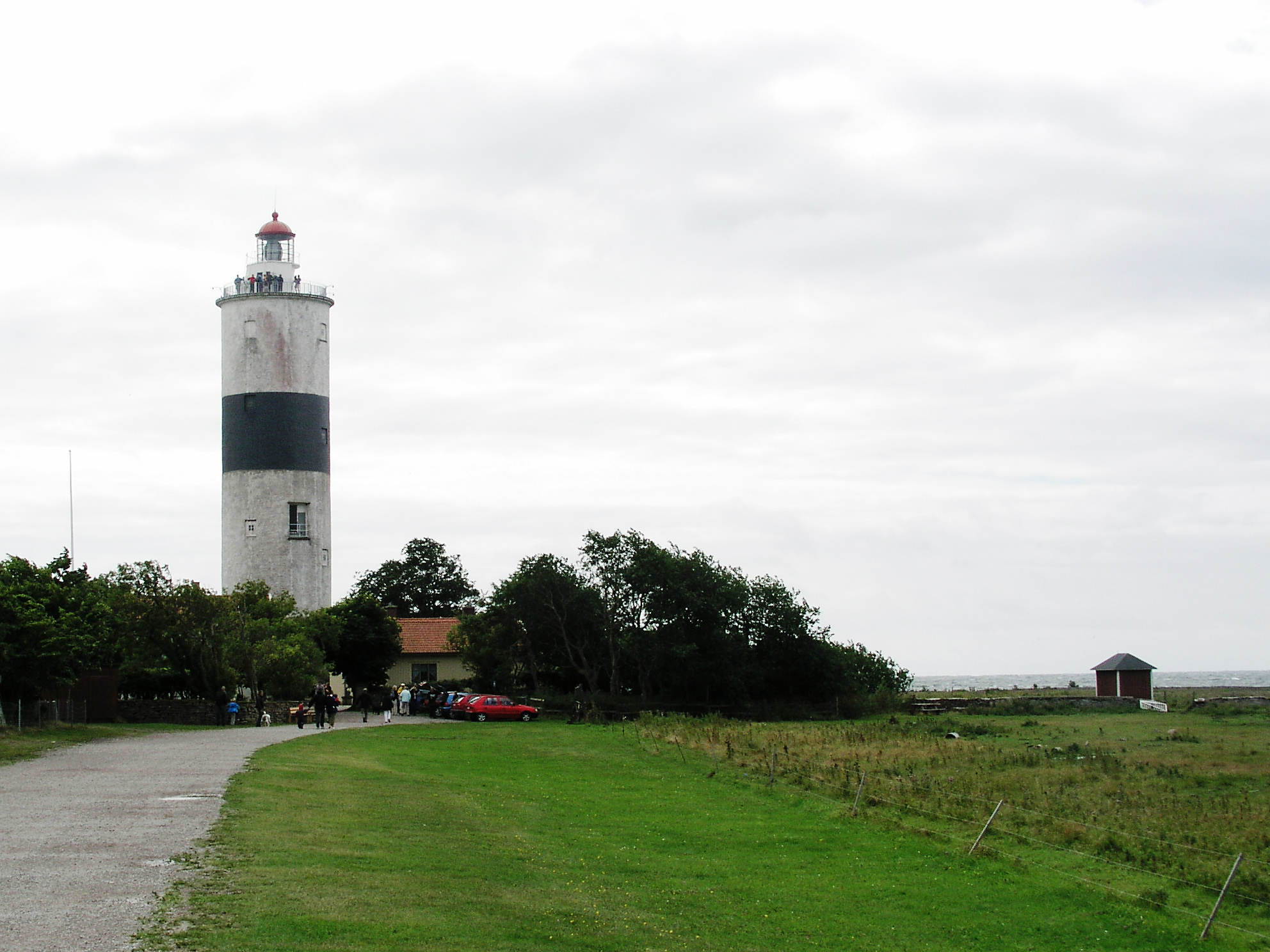
Långe Jan.

- 1 november – Fyren Långe Jan på Ölands södra udde står färdig.[2]
- 23 november – Jönköping, Sverige drabbas svårt av en stadsbrand.[3]

### Okänt datum
- Den danske ministern i Stockholm får instruktioner om att infiltrera den svenska regeringsmakten. Även detta kommer till Gustav III:s kännedom och påverkar hans utrikespolitik.
- Världens första modetidning, Cabinet des Modes, utkommer.

## Födda

### Första kvartalet

#### Januari
- 4 januari – Jacob Grimm, tysk språk- och litteraturforskare, sagosamlare. (död 1863)
- 23 januari – Carl Adolph Agardh, svensk teolog, matematiker, naturforskare, ledamot av Svenska akademien. (död 1859)

#### Februari
- 21 februari – Karl August Varnhagen von Ense, tysk författare och diplomat. (död 1858)
- 26 februari
  - Anna Sundström, svensk kemist. (död 1871)
  - Gustaf Adolf Wasastjerna, finländsk företagsledare. (död 1849)
- 27 februari – Pehr Westerstrand, svensk teaterchef, sångare och författare. (död 1857)

#### Mars
- 21 mars – Henry Kirke White, engelsk poet. (död 1806)
- 27 mars – Ludvig XVII, titulärkung av Frankrike 1793–1795. (död 1795)

### Andra kvartalet

#### April
- 4 april – Bettina von Arnim, tysk författare. (död 1859)
- 16 april – Dimitrij Bludov, rysk diplomat och politiker. (död 1864)

#### Maj
- 6 maj – Arvid August Afzelius, svensk präst, psalmförfattare och folklivsforskare. (död 1871)
- 20 maj – Johan Wilhelm Zetterstedt, svensk entomolog. (död 1874)
- 21 maj – Jakob Adlerbeth, svensk friherre och fornforskare. (död 1844)

#### Juni
- 7 juni – Erasmus Georg Fog Thune, dansk astronom och matematiker. (död 1829)
- 24 juni – Alexander Porter, irländsk-amerikansk politiker och jurist. (död 1844)

### Tredje kvartalet

#### Juli
- 6 juli – William Hooker, brittisk botaniker. (död 1865)

#### Augusti
- 15 augusti – Thomas de Quincey, brittisk författare. (död 1859)
- 17 augusti – Nils Abraham af Ursin, finländsk läkare och akademiker. (död 1851)
- 18 augusti – Friedrich Wieck, tysk pianist. (död 1873)

#### September
- 1 september – Philip Allen, amerikansk demokratisk politiker, guvernör i Rhode Island 1851–1853, senator 1853–1859. (död 1865)
- 11 september – Presley Spruance, amerikansk politiker, senator 1847–1853. (död 1863)

### Fjärde kvartalet

#### Oktober
- 5 oktober – Lars Molin (mer känd som Lasse-Maja), svensk tjuv som ofta förklädde sig i kvinnokläder. (död 1845)
- 25 oktober – Thomas Brown, amerikansk politiker (whig), guvernör i Florida 1849–1853. (död 1867)
- 31 oktober – Jakob Henrik Zidén, finländsk militär. (död 1808)

#### November
- 17 november – Julia Nyberg, svensk författare. (död 1854)
- 18 november – David Wilkie, skotsk målare. (död 1841)
- 24 november – August Boeckh, tysk klassisk filolog och arkeolog. (död 1867)

#### December
- 19 december – Joseph Johnson, amerikansk politiker, guvernör i Virginia 1852–1855. (död 1877)
- 22 december – John Abbey, brittisk orgelkonstruktör. (död 1859)
- 25 december – Georg Friedrich von Jäger, tysk läkare och paleontolog. (död 1866)
- 28 december – Dorothea von Lieven, politiskt aktiv rysk furstinna. (död 1857)

## Avlidna

### Första kvartalet

#### Januari

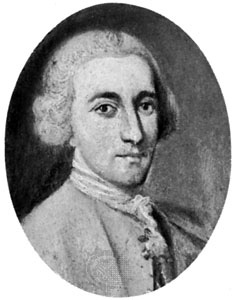
Den italienske kompositören Baldassare Galuppi avled den 3 januari, 78 år gammal.

- 3 januari – Baldassare Galuppi, 78, italiensk kompositör.
- 30 januari – Anton Rolandsson Martin, 55, svensk botaniker.

#### Februari
- 4 februari – Donat Nonnotte, 77, fransk målare.
- 24 februari – Carlo Buonaparte, 38, korsikansk advokat.
- 26 februari – Barbara Erni, 42, liechtensteinsk svindlare och tjuv, avrättad.

#### Mars
- 1 mars – Hugo Herman von Saltza, 58, svensk militär och politiker.
- 15 mars – Lodewijk Caspar Valckenaer, 69, nederländsk filolog.
- 28 mars – Carl Gustaf Warmholtz, 72, svensk samlare av historisk litteratur och hessiskt hovråd.

### Andra kvartalet

#### April
- 24 april – Fredrik II, 67, hertig av Mecklenburg-Schwerin sedan 1756.

#### Maj
- 1 maj – Lorents Benedict Gyllenpamp, 71, svensk adelsman och militär.
- 8 maj – Pietro Longhi, 83, italiensk målare.
- 21 maj – Jonas Meldercreutz, 70, svensk matematiker och bruksägare.
- 23 maj – William Woollett, 49, engelsk kopparstickare.
- 28 maj – Carl Edvard Taube, 38, svensk militär och präst.

#### Juni

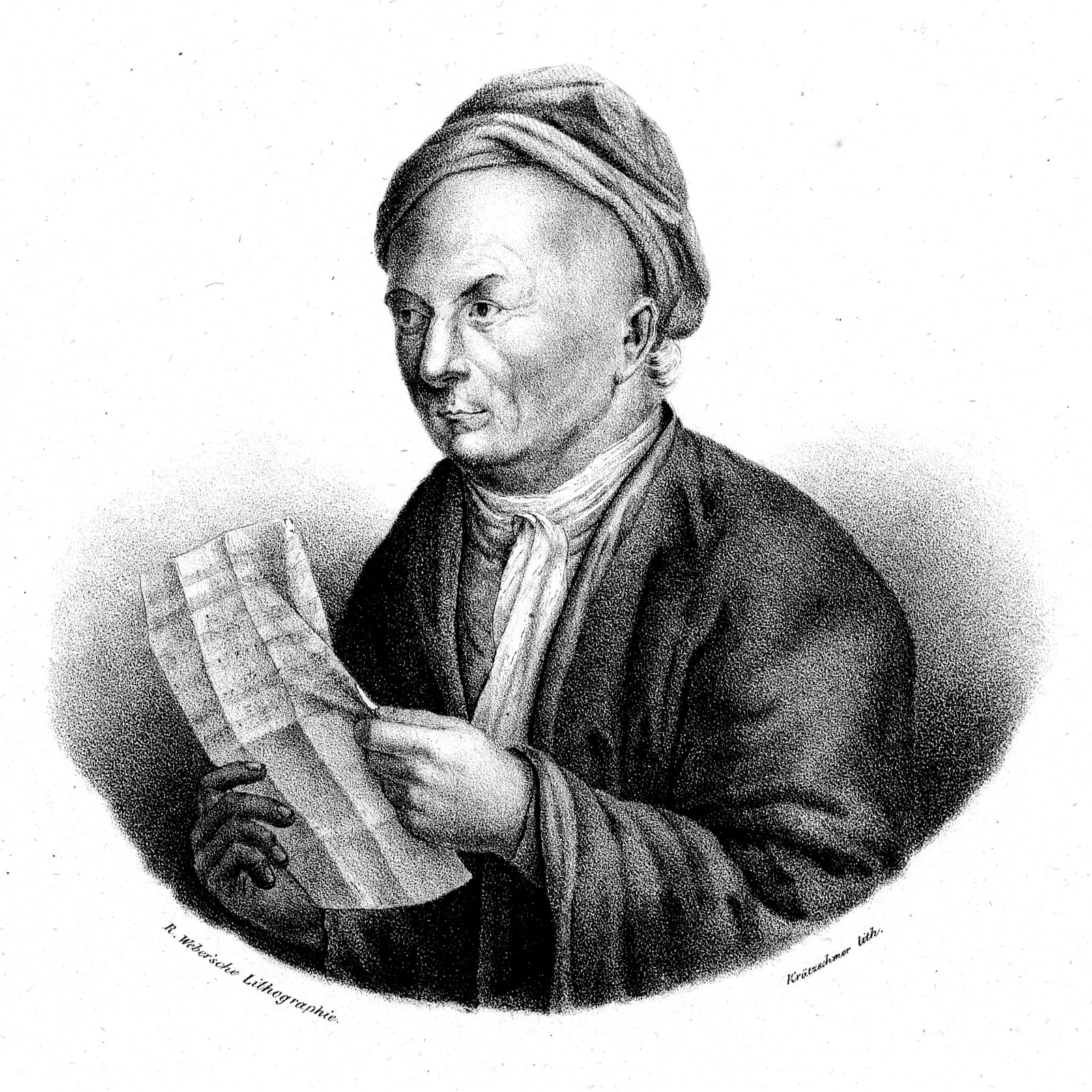
Den tyske kompositören Gottfried August Homilius avled den 2 juni, 71 år gammal.

- 2 juni – Gottfried August Homilius, 71, tysk kompositör.
- 15 juni – François Pilâtre de Rozier, 31, fransk flygpionjär.
- 26 juni – Johann Gerhard König, 56, dansk läkare och botaniker.

### Tredje kvartalet

#### Juli
- 5 juli – Johann Carl Dähnert, 65, tysk historiker och bibliotekarie.

#### Augusti
- 17 augusti – Jonathan Trumbull, 74, amerikansk politiker, Connecticuts guvernör 1776–1784.
- 20 augusti – Jean-Baptiste Pigalle, 71, fransk skulptör.
- 26 augusti – George Germain, 1:e viscount Sackville, 69, brittisk militär och politiker.

#### September
- 5 september – Jacob Bremer, 74, svensk handelsman, skeppsredare och industrialist.
- 30 september
  - Reinhold Johan von Lingen, 77, svensk friherre och militär.
  - Johann Jacob Moser, 84, tysk jurist.

### Fjärde kvartalet

#### Oktober
- 10 oktober – Hugues Taraval, 56, fransk konstnär.
- 30 oktober – Gustaf Philip Creutz, 54, svensk diplomat, skald, riksråd, en av rikets herrar samt kanslipresident sedan 1783.
- 31 oktober – Fredrik II, 65, regerande landgreve av Hessen-Kassel sedan 1760.

#### November
- 16 november – Johan Gottschalk Wallerius, 76, svensk kemist och mineralog.

#### December
- 29 december
  - Johann Heinrich Rolle, 69, tysk kompositör.
  - Johan Herman Wessel, 43, norsk författare.

### Fotnoter
1. ↑  ”Författningssamling för 1800” (PDF). Sammanfattning av Gudrun Sandén 2001. Låssa kyrkas arkiv. Arkiverad från originalet den 12 oktober 2011. https://www.webcitation.org/62NBKtkc0?url=http://www.ukforsk.se/kungorel/kungor.pdf.
2. ↑  ”Ölandsbladet 23 augusti 2005 – Fyrfaldigt leve!”. Arkiverad från originalet den 16 november 2011. https://web.archive.org/web/20111116013253/http://www.olandsbladet.se/index.php?id=851&placid=3&template=.
3. ↑  ”Årtal och händelser i Jönköping”. Arkiverad från originalet den 12 oktober 2011. https://www.webcitation.org/62NBUO9bN?url=http://maltell.se/historia/databas/search/kronologiviewmobil1700.php.